# AWA British Empire Heavyweight Championship
L'AWA British Empire Heavyweight Championship è stato un titolo di wrestling di modesta importanza attivo fra il 1968 e il 1979 nella federazione American Wrestling Association.
Veniva difeso principalmente in Canada poiché nella traduzione del suo nome si trova "Impero Britannico".

## Albo d'oro
| Lottatore       | Regni | Data             | Luogo                     | Note                                                    |
| --------------- | ----- | ---------------- | ------------------------- | ------------------------------------------------------- |
| Billy Red Lyons | 1     | 10 dicembre 1968 | Winnipeg, Manitoba Canada |                                                         |
| DR X            | 1     | 8 maggio 1970    | Winnipeg                  | [ 2 ]                                                   |
| Billy Red Lyons | 1     | 25 giugno 1970   | Winnipeg                  | [ 2 ]                                                   |
| Blackjack Lanza | 1     | 27 agosto 1970   | Winnipeg                  |                                                         |
| DR X            | 2     | 9 ottobre 1970   | Winnipeg                  | [ 2 ]                                                   |
| Billy Robinson  | 1     | 1º maggio 1975   | Inghilterra               | Robinson venne nominato campione                        |
| Angelo Mosca    | 1     | 10 marzo 1978    | Winnipeg                  |                                                         |
| Billy Robinson  | 2     | 18 maggio 1978   | Winnipeg                  |                                                         |
| Sgt. Slaughter  | 1     | 25 ottobre 1979  | Winnipeg                  |                                                         |
| Billy Robinson  | 3     | 12 novembre 1979 | Winnipeg                  | Titolo successivamente abbandonato e mai più menzionato |